# Bours (Pas de Calais)
Bours és un municipi francès situat al departament del Pas de Calais i a la regió dels Alts de França. L'any 2007 tenia 554 habitants.

## Demografia

### Població
El 2007 la població de fet de Bours era de 554 persones. Hi havia 206 famílies de les quals 44 eren unipersonals (16 homes vivint sols i 28 dones vivint soles), 73 parelles sense fills, 73 parelles amb fills i 16 famílies monoparentals amb fills.
La població ha evolucionat segons el següent gràfic:
Habitants censats

### Habitatges
El 2007 hi havia 227 habitatges, 210 eren l'habitatge principal de la família, 9 eren segones residències i 8 estaven desocupats. 225 eren cases i 1 era un apartament. Dels 210 habitatges principals, 184 estaven ocupats pels seus propietaris, 21 estaven llogats i ocupats pels llogaters i 4 estaven cedits a títol gratuït; 3 tenien dues cambres, 17 en tenien tres, 41 en tenien quatre i 149 en tenien cinc o més. 158 habitatges disposaven pel capbaix d'una plaça de pàrquing. A 89 habitatges hi havia un automòbil i a 102 n'hi havia dos o més.

### Piràmide de població
La piràmide de població per edats i sexe el 2009 era:
| Homes | Edats   | Dones |
| ----- | ------- | ----- |
| 0     | 95 o +  | 0     |
| 0     | 90 a 94 | 0     |
| 0     | 85 a 89 | 4     |
| 0     | 80 a 84 | 12    |
| 16    | 75 a 79 | 0     |
| 12    | 70 a 74 | 8     |
| 12    | 65 a 69 | 12    |
| 24    | 60 a 64 | 16    |
| 12    | 55 a 59 | 28    |
| 12    | 50 a 54 | 12    |
| 16    | 45 a 49 | 12    |
| 8     | 40 a 44 | 12    |
| 24    | 35 a 39 | 16    |
| 24    | 30 a 34 | 16    |
| 20    | 25 a 29 | 28    |
| 12    | 20 a 24 | 12    |
| 36    | 15 a 19 | 24    |
| 16    | 10 a 14 | 20    |
| 4     | 5 a 9   | 24    |
| 20    | 0 a 4   | 20    |

## Economia
El 2007 la població en edat de treballar era de 325 persones, 229 eren actives i 96 eren inactives. De les 229 persones actives 210 estaven ocupades (131 homes i 79 dones) i 19 estaven aturades (7 homes i 12 dones). De les 96 persones inactives 36 estaven jubilades, 18 estaven estudiant i 42 estaven classificades com a «altres inactius».

### Ingressos
El 2009 a Bours hi havia 218 unitats fiscals que integraven 594 persones, la mediana anual d'ingressos fiscals per persona era de 15.381,5 €.

### Activitats econòmiques
Dels 12 establiments que hi havia el 2007, 2 eren d'empreses de construcció, 3 d'empreses de comerç i reparació d'automòbils, 1 d'una empresa de transport, 2 d'empreses d'hostatgeria i restauració, 1 d'una empresa financera, 2 d'empreses de serveis i 1 d'una empresa classificada com a «altres activitats de serveis».
Dels 2 establiments de servei als particulars que hi havia el 2009, 1 era un establiment de lloguer de cotxes i 1 restaurant.
L'any 2000 a Bours hi havia 18 explotacions agrícoles que ocupaven un total de 696 hectàrees.

## Equipaments sanitaris i escolars
El 2009 hi havia una escola maternal integrada dins d'un grup escolar amb les comunes properes formant una escola dispersa.

## Poblacions més properes
El següent diagrama mostra les poblacions més properes.